# Манчестер
Ма́нчестер (англ. Manchester; /ˈmæntʃɪstər, -tʃɛs-/) — город и метрополитенский район в Северо-Западной Англии, графство Большой Манчестер. Более чем полумиллионный город имеет крупнейшую в регионе 2,8-миллионную агломерацию Большой Манчестер. Девятый по величине город Великобритании (и восьмой — Англии).
Наряду с Бирмингемом, Лидсом, Шеффилдом, Ливерпулем и Лондоном Манчестер был одним из центров Промышленной революции, это первый в мире промышленный город. В настоящее время Манчестер — крупный культурный, промышленный, финансовый, коммерческий и транспортный центр страны. Преобладает машиностроение, а также развиты текстильная, химическая, лёгкая и бумажная промышленность. Манчестерский университет является одним из самых престижных в Великобритании. Имеется городской музей и художественная галерея.

## История
Впервые Манчестер упоминается в X веке. Поселение возникло на месте кельтского поселения Мансенион и римского укреплённого лагеря Манкуниум, который был основан в 79 году.
В Средние века — торговый и ремесленный городок.
С середины XVIII века начался быстрый рост города в связи с промышленной революцией. В 1789 году на хлопчатобумажном предприятии Петера Дрингвотера появился паровой двигатель. 
В XIX веке город стал мировым лидером среди центров текстильной промышленности. 
В 1830—1840-х годах Манчестер был центром сторонников фритредерства («свободной торговли»). 
16 августа 1819 года на площади Святого Петра произошёл митинг с требованием всеобщего избирательного права, жестоко подавленный правительственными войсками — так называемая Манчестерская бойня, или битва при Петерлоо (поскольку в ней приняли участие гусары, сражавшиеся в битве при Ватерлоо).
В 1868 году в Манчестере состоялся первый съезд британского Конгресса тред-юнионов, за несколько лет объединившего все профессиональные союзы Великобритании.
Во время Второй мировой войны, начиная с августа 1940 года, Манчестер подвергался массированным бомбардировкам Люфтваффе, поражавшим как промышленные предприятия, работавшие на обеспечение вооружённых сил, так и мирные объекты (например, Манчестерский собор). Наиболее разрушительной была серия бомбардировок в ночь с 22 на 23 и с 23 на 24 декабря 1940 года, известная как «Рождественский блиц» (англ. Christmas Blitz).
- Манчестер в 1850-е годы

## Географическое положение
Расположен у западного склона Пеннинских гор, на реке Эруэлл.
| Показатель                    | Янв. | Фев. | Март | Апр. | Май  | Июнь | Июль | Авг. | Сен. | Окт. | Нояб. | Дек. | Год  |
| ----------------------------- | ---- | ---- | ---- | ---- | ---- | ---- | ---- | ---- | ---- | ---- | ----- | ---- | ---- |
| Средний суточный максимум, °C | 6,4  | 6,6  | 8,9  | 11,6 | 15,3 | 18,2 | 19,6 | 19,5 | 17,0 | 13,7 | 9,1   | 7,1  | 12,8 |
| Средняя температура, °C       | 3,8  | 3,9  | 5,7  | 7,9  | 11,3 | 14,2 | 15,8 | 15,7 | 13,5 | 10,6 | 6,3   | 4,5  | 9,4  |
| Средний суточный минимум, °C  | 1,3  | 1,2  | 2,5  | 4,3  | 7,3  | 10,2 | 12,0 | 11,9 | 10,0 | 7,5  | 3,6   | 2,0  | 6,2  |
| Норма осадков, мм             | 69   | 50   | 61   | 51   | 61   | 67   | 65   | 79   | 74   | 77   | 78    | 78   | 810  |
| Источник: World Climate       |      |      |      |      |      |      |      |      |      |      |       |      |      |

## Население
В 2006 году в Манчестере жило 452 000 человек. В 2007 году — 458 100 человек. По данным 2013 года, население города составляет 514 417 человек. 69 % горожан относится к титульной нации. Каждый третий манкунианец является потомком ирландцев, также влиятельна и еврейская община, уступающая по численности лишь лондонской.

## Промышленность
С середины XVIII века начался быстрый рост города в связи с промышленной революцией. 
В 1789 году на хлопчатобумажном предприятии Петера Дрингвотера появился паровой двигатель. 
В XIX веке город стал мировым лидером среди центров текстильной промышленности. 
Сейчас развито машиностроение, химическая, лёгкая, (в т.ч. текстильная), бумажная промышленность. 
- Хлопкопрядильная фабрика в 1820-х годах

## Транспорт
Город — важный центр железнодорожной сети National Rail. В 1830 году была пущена первая в мире имеющая движение по расписанию железная дорога Ливерпуль — Манчестер.
В городе имеется четвёртый по загруженности в стране крупный международный аэропорт.
В городе, агломерации и графстве действуют автобусы и открытая в 1992 году первая в стране и одна из первых в Европе современная трамвайно-легкорельсовая система Manchester Metrolink, которая была создана «с нуля» спустя несколько десятилетий после существовавшей в 1877—1949 годах первой трамвайной системы.

## Культура

### Образование
В Манчестере существует большая сеть образовательных учреждений, включающая более 170 общеобразовательных школ самых разных направлений и форматов — от современных многонациональных государственных учреждений до классических школ, история которых насчитывает порядка нескольких столетий.
Вдобавок к этому, в городе имеются и другие учебные заведения: специализированные колледжи предлагают разнообразнейшие курсы, такие, как основы дизайнерского мастерства или психологические тренинги для беременных.
Самый известный из всех вузов Манчестера — это Манчестерский университет, хранящий богатое научное наследие. Среди нынешних и бывших студентов и сотрудников университета — 25 нобелевских лауреатов. Университет возник за счет объединения Университета Виктории и Института науки и техники. Последний появился ещё в 1824 году, когда городские промышленники и предприниматели решили открыть учебное заведение с целью обучения рабочих основам естествознания. Университет Виктории же был создан в 1851 году как колледж Оуэнса: преуспевающий текстильщик Джон Оуэнс завещал крупную сумму денег на его строительство. В 1880 году колледж получил королевский патент и стал первым в Англии гражданским учебным заведением. После более чем столетней совместной научной работы два высших образовательных учреждения окончательно объединились 22 октября 2004 года, превратившись в единый университет.
Кроме этого, в Манчестере располагается Городской университет Манчестера — самый большой в Соединённом Королевстве по занимаемой им площади и один из самых популярных среди абитуриентов страны. Здесь учатся более 37 000 студентов. История этого учебного заведения начинается в 1824 году с появлением Института механиков. В течение следующего столетия несколько школ высшего образования и колледжей были присоединены к институту. В 1970 году он стал политехническим, а в 1992 году — приобрёл статус университета.

### Библиотеки
В Манчестере находятся известнейшие и старейшие библиотеки Англии: Библиотека Джона Райландса, Библиотека Манчестерского университета, Центральная библиотека Манчерстера, Четамская библиотека — старейшая бесплатная публичная справочная библиотека в англоязычном мире.

### Музеи и галереи
Музеи Манчестера посвящены римской истории Манчестера, индустриальному наследию и роли города в промышленной революции, текстильной промышленности, профсоюзном движении, избирательном праве женщин и футболе (Национальный музей футбола). 
Музей науки и промышленности, расположенный на бывшей железнодорожной станции Ливерпуль-Роуд, представляет большую коллекцию паровозов, промышленного оборудования, самолётов и точную копию первого в мире компьютера, построенного по принципу совместного хранения в памяти данных и программы. 
В Музее транспорта находится коллекция исторических автобусов и трамваев. 
В парке Траффорда расположен северный филиал Имперского военного музея. 
Манчестерский музей, открытый для публики в 1880-х годах, владеет богатой коллекцией по египтологии и естественной истории.
В муниципальной Манчестерской художественной галерее на Мосли-стрит находится постоянная коллекция европейской живописи, а также одна из самых крупных британских коллекций картин прерафаэлитов.
На юге города расположена Художественная галерея Уитворта, посвящённая современному искусству, скульптуре и текстилю; в 2015 году она была признана музеем года. Среди других выставочных площадок и музеев Манчестера — Ислингтон-Милл в Солфорде, Национальный музей футбола в Урбисе, Галерея Каслфилд, Манчестерская галерея костюма в парке Платт-Филдс, Музей народной истории и Манчестерский еврейский музей.
Работы родившегося в Стретфорде художника Л. С. Лаури, известного своими «спичечными» картинами с пейзажами промышленного Манчестера и Солфорда, можно увидеть как в городских галереях, так и в галереях Уитворта, а также в Центре Лаури в Солфорд-Куэйс, где находится постоянная выставка картин.

### Спорт
Манчестер известен своими сильнейшими футбольными клубами: «Манчестер Сити» и «Манчестер Юнайтед». Также в нём базируется полупрофессиональный «Юнайтед оф Манчестер».

### Манчестерская музыкальная сцена
Манчестерская музыкальная сцена появилась в конце 70-х годов под влиянием панк-рока и в частности панк-группы Sex Pistols, давшей в Манчестере свой концерт. На том концерте присутствовали почти все звёзды будущей сцены. 
Манчестерская музыкальная сцена примечательна тем, что является одной из важнейших составляющих так называемой новой волны. 
Самыми известными представителями манчестерской музыкальной сцены являются такие группы как:
- Lamb
- Joy Division, позднее New Order;
- Happy Mondays;
- The Smiths;
- The Stone Roses;
- A Certain Ratio;
- Durutti Column;
- Electronic;
- James;
- The Other Two;
- Revenge;
- Section 25;
- Stockholm Monster;
- Buzzcocks
- Take That
- The Wake;
- The Wendys;
- The Ting Tings;
- The Courteeners;
- Oasis;
- Hurts

О манчестерской музыкальной сцене рассказывают такие фильмы как Круглосуточные тусовщики, Контроль и многие другие.

## Достопримечательности
Из памятников архитектуры в Манчестере пристального внимания заслуживают готический кафедральный собор XV века; здание биржи, построенное в стиле классицизма в XIX веке. 
Реконструированная часть римского форта Мамуциум открыта для публики в Каслфилде. 
Любители изобразительного искусства могут посетить Художественную галерею, в которой собрана богатая коллекция английского искусства XVII—XIX веков.
- Манчестерский замок.
- Манчестерская юридическая библиотека по адресу Кеннеди-стрит, 14, в стиле венецианской готики.
- Бани Виктории, построенные в начале XX века в викторианском стиле.

## В астрономии
В честь Манчестера назван астероид (758) Манкуния (по латинскому названию города), открытый в 1912 году южноафриканским астрономом Гарри Вудом, уроженцем Манчестера.

## Города-побратимы
|                           | Страна    |  | Город           |  | Регион                                      | Первоначально породнились с  | Дата |
| ------------------------- | --------- |  | --------------- |  | ------------------------------------------- | ---------------------------- | ---- |
| Никарагуа                 | Никарагуа |  | Билви           |  | Атлантический Северный                      | City of Manchester           |      |
| Германия                  | Германия  |  | Хемниц          |  | Саксония                                    | City of Manchester           | 1983 |
| Испания                   | Испания   |  | Кордова         |  | Андалусия                                   | City of Manchester           |      |
| Израиль                   | Израиль   |  | Реховот         |  | Центральный округ Израиля                   | County Borough of Manchester |      |
| Россия                    | Россия    |  | Санкт-Петербург |  | Город федерального значения Санкт-Петербург | County Borough of Manchester | 1962 |
| Китай                     | Китай     |  | Ухань           |  | Хубэй                                       | City of Manchester           | 1986 |
| Пакистан                  | Пакистан  |  | Фейсалабад      |  | Пенджаб                                     | City of Manchester           | 1997 |
| Соединённые Штаты Америки | США       |  | Лос-Анджелес    |  | Калифорния                                  | City of Manchester           | 2009 |